# ميريام غالاردو
ميريام غالاردو (بالإسبانية: Miriam Gallardo) (2 مايو 1968 - ) هي لاعبة كرة طائرة بيروفية. شاركت في بطولة العالم لكرة الطائرة للسيدات 1986 والألعاب الأولمبية الصيفية 1984 والألعاب الأولمبية الصيفية 1988. وشاركت مع منتخب بيرو الوطني لكرة الطائرة للسيدات.

## وصلات خارجية
- ميريام غالاردو على موقع اللجنة الأولمبية الدولية (الإنجليزية)
- ميريام غالاردو على موقع أوليمبيديا (الإنجليزية)